# Marat Xaýrwllïn
Marat Xaýrwllïn (in kazako Марат Хайруллин?; in russo Марат Наильевич Хайруллин?, Marat Nail'evič Chajrullin; Kazan', 26 aprile 1984) è un ex calciatore russo naturalizzato kazako, di ruolo centrocampista.